# Dera-Eisfall
Der Dera-Eisfall (polnisch Lodospad Dery) ist ein Gletscherbruch an der Südküste von King George Island im Archipel der Südlichen Shetlandinseln. Er führt vom Warszawa Dome zur Hervé Cove.
Polnische Wissenschaftler benannten ihn nach 1980 nach Jerzy Dera, dem Leiter einer ozeanografisch-biologischen Mannschaft auf der Arctowski-Station bei einer von 1977 bis 1978 durchgeführten polnischen Antarktisexpedition.